# Gadila senegalensis
Gadila senegalensis is een Scaphopodasoort uit de familie van de Gadilidae. De wetenschappelijke naam van de soort is voor het eerst geldig gepubliceerd in 1897 door Locard.